# Kawamata (Fukushima)
Kawamata (川俣町 Kawamata-machi?) es un pueblo localizado en la prefectura de Fukushima, Japón. En junio de 2019 tenía una población de 13.097 habitantes y una densidad de población de 103 personas por km². Su área total es de 127,70 km².
Kawamata es conocido por su producción de seda y productos derivados de esta. A finales del siglo VI, la emperatriz consorte Ōtomo no Koteko, también conocida como Otehime, vino a esta área. De acuerdo a la tradición, ella es reverenciada por haber promovido la sericultura en la localidad. El pueblotambién es conocido por criar el Shamo; una raza especial de ave de caza parecida al pollo. El ramen de Shamo es una especialidad local.
El principal evento anual en Kawamata es el festival Cosquín en Japón , una celebración de tres días de música  y baile tradicional de Argentina, el cual se lleva a cabo cada año en octubre.

## Geografía
El área geográfica de Kawamata es aproximadamente de 10 km de este a oeste y de 20 km de norte a sur. Su superficie es de 127.66 km². Está a una altitud de 201.2 m sobre el nivel del mar, usando como referencia la ubicación de la oficina municipal. Kawamata está localizado en la confluencia de dos ríos locales, el río Hirose y el río Isazawa, de la cual se deriva su nombre(que significa "bifurcación del rio"). Muchos otros ríos pequeños y riachuelos corren a través del pueblo.
Kawamata tiene cuatro montañas nombradas oficialmente: Monte Kōdaishi (863 m), Monte Hakubaishi (821 m), Monte Kuchibuto (842 m), y Monte Hanazuka (918 m).

### Municipios circundantes
- Prefectura de Fukushima
  - Fukushima
  - Date
  - Nihonmatsu
  - Namie
  - Iitate

## Demografía
Según datos del censo japonés, la población de Kawamata ha disminuido en los últimos años.
| Año del censo | Población |
| ------------- | --------- |
| 1995          | 19.043    |
| 2000          | 17.751    |
| 2005          | 17.034    |
| 2010          | 15.569    |
| 2015          | 14.452    |

### Subdivisiones
El centro del pueblo consta del vecindario de Kawamata y partes de Tsuruzawa, Kogami y Iizaka. Las zonas restantes son vecindarios periféricos:
- (Central) Kawamata
- Tsuruzawa
- Kogami
- Iizaka
- Ōtsunagi
- Kotsunagi
- Higashi-Fukuzawa
- Nishi-Fukuzawa
- Ojima
- Akiyama (también llamado Fukuda)
- Yamakiya

#### Yamakiya
La antigua villa de  Yamakiya (山木屋)   es la región más grande y más escasamente poblada de Kawamata, así como también la más remota.  Se encuentra en las montañas al sureste del centro del pueblo; con 37.40   km², ocupa casi un tercio del área geográfica de Kawamata.  Dentro de Kawamata, Yamakiya conserva algunas de sus características culturales distintivas.  Yamakiya es la sede del Yamakiya Taiko Club, un grupo aficionado al tambor taiko formado por jóvenes de la comunidad.  En abril de 2012, varios miembros del club viajaron a Washington D. C. en los Estados Unidos para el centenario del Festival Nacional de la Flor de Cerezo como parte de una iniciativa de intercambio cultural.
Una de las instalaciones más destacadas de Yamakiya es la pista de patinaje de Yamakiya, una pista de hielo al aire libre que normalmente está abierta durante enero y principios de febrero.   Competiciones de patinaje de velocidad se llevan a cabo para los niños de la escuela local cada año.  
La región de Yamakiya quedó bajo evacuación obligatoria (clasificada como "zona de evacuación planificada") debido a los niveles elevados de radiación después del terremoto de 2011 y la crisis nuclear. Desde el 10 de agosto de 2013, el estado de evacuación de Yamakiya se reorganizó, y la mayoría del área fue redesignada como "un área en preparación para el levantamiento de las órdenes de evacuación", incluyendo una pequeña área por el borde de Namie que seguiría restringida.  El estado de evacuación en sí posiblemente será levantado en la primavera de 2016.  

## Clima
Kawamata tiene un clima húmedo ( clasificación de clima Köppen Cfa ). La temperatura media anual en Kawamata es de 11,4 °C. La precipitación media anual es de 1,271 mm (50.0'') con septiembre como el mes más húmedo. Las temperaturas son más altas en promedio en agosto, alrededor de 24,3 °C, y las más bajas en enero, alrededor de −0,1 °C.

## Historia
El área que ahora es Kawamata era parte de la antigua provincia de Mutsu.  Numerosas ruinas del período Jōmon se han encontrado en el área.  Durante el período Edo, era un territorio tenryō bajo el control directo del shogunato Tokugawa.  Después de la Restauración Meiji,  con la creación del sistema de municipios moderno, fue organizado como parte del distrito de Adachi en la región de Nakadōri de la provincia de Iwaki
El origen de Kawamata moderno se remonta a 1876, cuando se estableció la aldea de Kawamata; la comunidad fue posteriormente redesignada como pueblo de Kawamata con el establecimiento del sistema de municipios el 1 de abril de 1889.  En 1955, siete aldeas vecinas (Fukuda, Iizaka, Kotsunagi, Ōtsunagi, Ojima, Tomita y Yamakiya) se fusionaron al pueblo de Kawamata, creando los actuales límites municipales.
El emblema oficial de Kawamata fue adoptado en 1965; es un carácter hiragana か(ka) estilizado, diseñado para asemejarse a un pájaro en vuelo.  

### Terremoto de 2011 y desastre nuclear de Fukushima.
Kawamata se vio afectado de varias maneras por el terremoto y tsunami de Tōhoku  de marzo de 2011 .  Como comunidad del interior, la ciudad no se vio directamente afectada por el tsunami.  Sin embargo, se produjeron cortes de energía que duraron hasta varios días (según el área).  Varios edificios, incluido el edificio de la oficina municipal, sufrieron daños estructurales significativos y posteriormente fueron evacuados. 
El desastre nuclear de Fukushima Daiichi en la central nuclear de Fukushima I inicialmente llevó al establecimiento de una zona de exclusión de 30km a la redonda de la central eléctrica.  Aunque Kawamata estaba ubicado fuera de esta región, en abril de 2011, el gobierno japonés estableció áreas adicionales de evacuación que incluían el vecindario Yamakiya de Kawamata.  La orden de evacuación se levantará el 31 de marzo de 2017.  Los controles se relajaron en agosto de 2013, lo que permitió iniciar el trabajo de descontaminación.

## Economía
Las industrias tradicionales de Kawamata fueron históricamente la agricultura y los textiles.  El cultivo de arroz, el pollo shamo y los productos de seda siguen siendo culturalmente importantes.  En los últimos años, también se ha hecho prominente la fabricación de productos tales como partes de automóviles. 

## Educación
En 2012, Kawamata tenía seis escuelas primarias públicas y dos escuelas secundarias operadas por el gobierno de la ciudad.  La ciudad también cuenta con cinco guarderías de medio día y una guardería de día completo. Hay una escuela secundaria pública operada por la Junta de Educación de la Prefectura de Fukushima.  Desde 2011, varias escuelas (desde jardín de infantes hasta secundaria) de la aldea vecina de Iitate se han alojado en instalaciones temporales en Kawamata. 

### Jardines de infancia y guarderías
- Jardín de Infantes Kawamata (川俣幼稚園 Kawamata yōchien)
- Jardín de Infantes Kawamata-Minami (川俣南幼稚園 Kawamata minami yōchien)
- Jardín de Infantes Tomita (富田幼稚園 Tomita yōchien)
- Jardín de Infantes Fukuda (福田幼稚園 Fukuda yōchien)
- Jardín de Infantes Yamakiya (山木屋幼稚園 Yamakiya yōchien) (actualmente comparte instalaciones con el jardín de infantes Kawamata-Minami)
- Guardería Infantil Sumiyoshi (すみよし保育園 Sumiyoshi hoikuen)

### Escuelas primarias
- Escuela Primaria Kawamata (川俣小学校 Kawamata shōgakkō)
- Escuela Primaria Kawamata-Minami (川俣南小学校 Kawamata minami shōgakkō)
- Escuela Primaria Tomita (富田小学校 Tomita shōgakkō)
- Escuela Primaria Iizaka  (飯坂小学校 Iizaka shōgakkō)
- Escuela Primaria Fukuda (福田小学校 Fukuda shōgakkō)
- Escuela Primaria Yamakiya (山木屋小学校 Yamakiya shōgakkō) (actualmente situada dentro de la escuela primaria Kawamata-Minami)

La Escuela Primaria Kawamata-Minami fue fundada en 1985 a partir de la fusión de dos escuelas anteriores: la Escuela Primaria Ōtsunagi y la Escuela Primaria Kotsunagi.  Del mismo modo, la Escuela Primaria Tomita se fundó en 1989 a partir de la fusión de las Escuelas Primarias Tsuruzawa y Kogami.  
Otras dos escuelas, la Escuela Primaria Ojima (小島小学校 Ojima shōgakkō) la Escuela Primaria Fukuzawa (福沢小学校 Fukuzawa shōgakkō), fueron cerradas en marzo de 2008 debido a la disminución en matrículas.  Los estudiantes de estas dos escuelas fueron trasladados a la Escuela Primaria Kawamata. 
Después del terremoto y tsunami de marzo de 2011, el antiguo edificio de la Escuela Primaria Ojima, ahora un centro comunitario, se usó temporalmente para albergar a los evacuados de muchos otros municipios cercanos a la central nuclear dañada de Fukushima I.  

### Escuelas secundarias
- Escuela Secundaria Kawamata (川俣中学校 Kawamata chūgakkō)
- Escuela Secundaria Yamakiya (山木屋中学校 Yamakiya chūgakkō) (actualmente ubicada dentro de la Escuela Secundaria Kawamata)

Originalmente, varios distritos de Kawamata tenían sus propias escuelas secundarias.  En 1974 todas  se fusionaron con la Escuela Secundaria Kawamata; excepto la Escuela Secundaria Yamakiya.  

### Escuela Secundaria Superior
- Escuela Secundaria Superior Kawamata (川俣高等学校 Kawamata Kōtōgakkō) se encuentra en el distrito de Iizaka en Kawamata; al igual que todas las escuelas secundarias públicas de Japón, es administrada por el gobierno de la prefectura y no por el municipio.

## Transporte

### Ferrocarril
- Kawamata no ha sido provista de ninguna línea ferroviaria de pasajeros.  La estación de tren más cercana es la estación de Matsukawa en la línea principal de Tōhoku .  Kawamata no tiene servicio ferroviario desde 1972, cuando se abolió la antigua línea Kawamata desde Matsukawa, operada por Ferrocarriles Nacionales de Japón (JNR).

### Carreteras
El acceso al autobús está disponible desde y hacia varios municipios circundantes.  En particular, la East Japan Railway Company (JR East) opera autobuses entre Kawamata y la ciudad de Fukushima. 

## Eventos
Kawamata celebra diferentes eventos a lo largo del año. Entre ellos están:
- Kawamata Road Race (junio).
- Karariko Festa (agosto) – un festival callejero que marca el inicio del Obon con baile, fuegos artificiales y espectáculos en vivo.
- Shamo Matsuri (agosto) – una exhibición de dos días que celebra la industria local del Shamo.
- Desfile de Banda Musical de Seguridad Vial (septiembre).
- Cosquín en Japón (octubre) – un festival musical y concierto de tres días de música folklórica argentina donde aparecen cantantes de todo Japón y del mundo.
- Festival del Santuario de Kasuga (octubre) – festival callejero de dos días llevado a cabo en otoño.
- Feria de la Seda (octubre) – mercado al aire libre de dos días donde se presenta la seda y otros productos locales.

## Hermanamientos
El 19 de diciembre de 2024 las autoridades de Kawamata, a través de una videoconferencia organizada por la embajada de Japón en Argentina, firmaron un convenio de hermanamiento con la ciudad de Cosquín.

### Ciudades hermanas
- Cosquín, Argentina